# آکتسین‌گزلشافت
آکتسینگزلشافت (به آلمانی: Aktiengesellschaft‎) (تلفظ آلمانی: [ˈaktsi̯ənɡəˌzɛlʃaft]؛ مخفف آگ AG) واژهٔ آلمانی برای ابرشرکتی است که با مالکیت سهم محدود شده‌است (یعنی متعلق به سهامدارانش است) و ممکن است در یک بازار سهام دادوستد شود. این اصطلاح در آلمان، اتریش، سوئیس، لوکزامبورگ، آلتو آدیجه و برای شرکت‌های ثبت‌شده در منطقه آلمانی‌زبان بلژیک مورد استفاده قرار می‌گیرد. در معادل‌های فرانسه Société Anonyme شایع‌تر است.